# Komárom VSE
A Komárom Városi Sportegyesület egy 1947-ben alapított magyar labdarúgóklub. Székhelye Komáromban található.

## Sikerek
NB III
- Résztvevő: 2012-13

Komárom-Esztergom megyei labdarúgó-bajnokság (első osztály)
- Bajnok: 1952, 1981-82, 2011-12